# Spartan Executive
El Spartan 7W Executive fue el avión más popular y conocido de los fabricados por la Spartan Aircraft Company al final de la década de los años 30. El 7W fue construido completamente en metal y con el tren de aterrizaje retráctil, características que marcarían tendencia en la industria aeronáutica del momento. Pensado para una clientela acomodada, recibió pedidos de millonarios de todo el mundo.

## Diseño y desarrollo

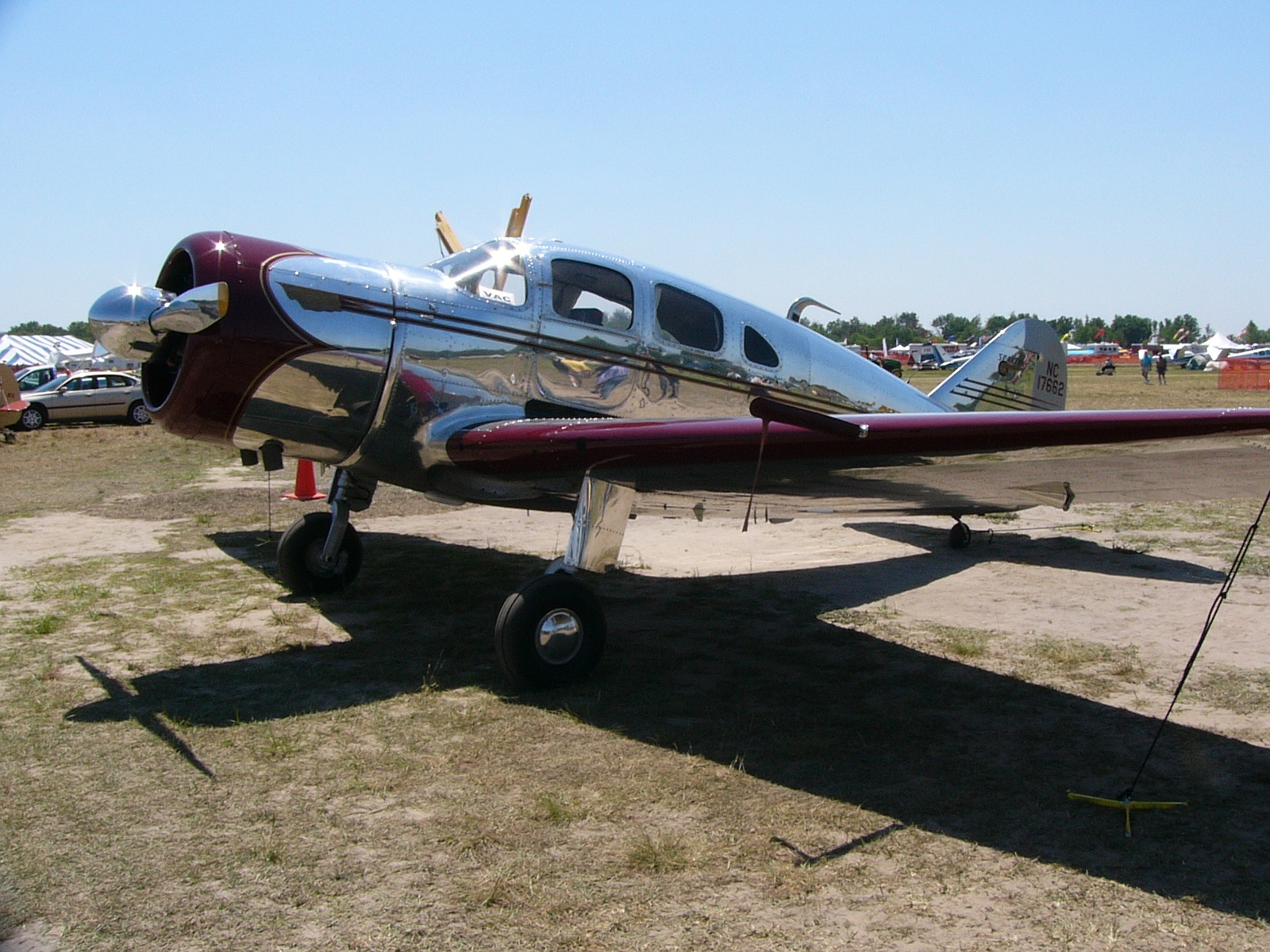
Spartan Executive en el festival aéreo Sun 'n Fun, Florida 2006.

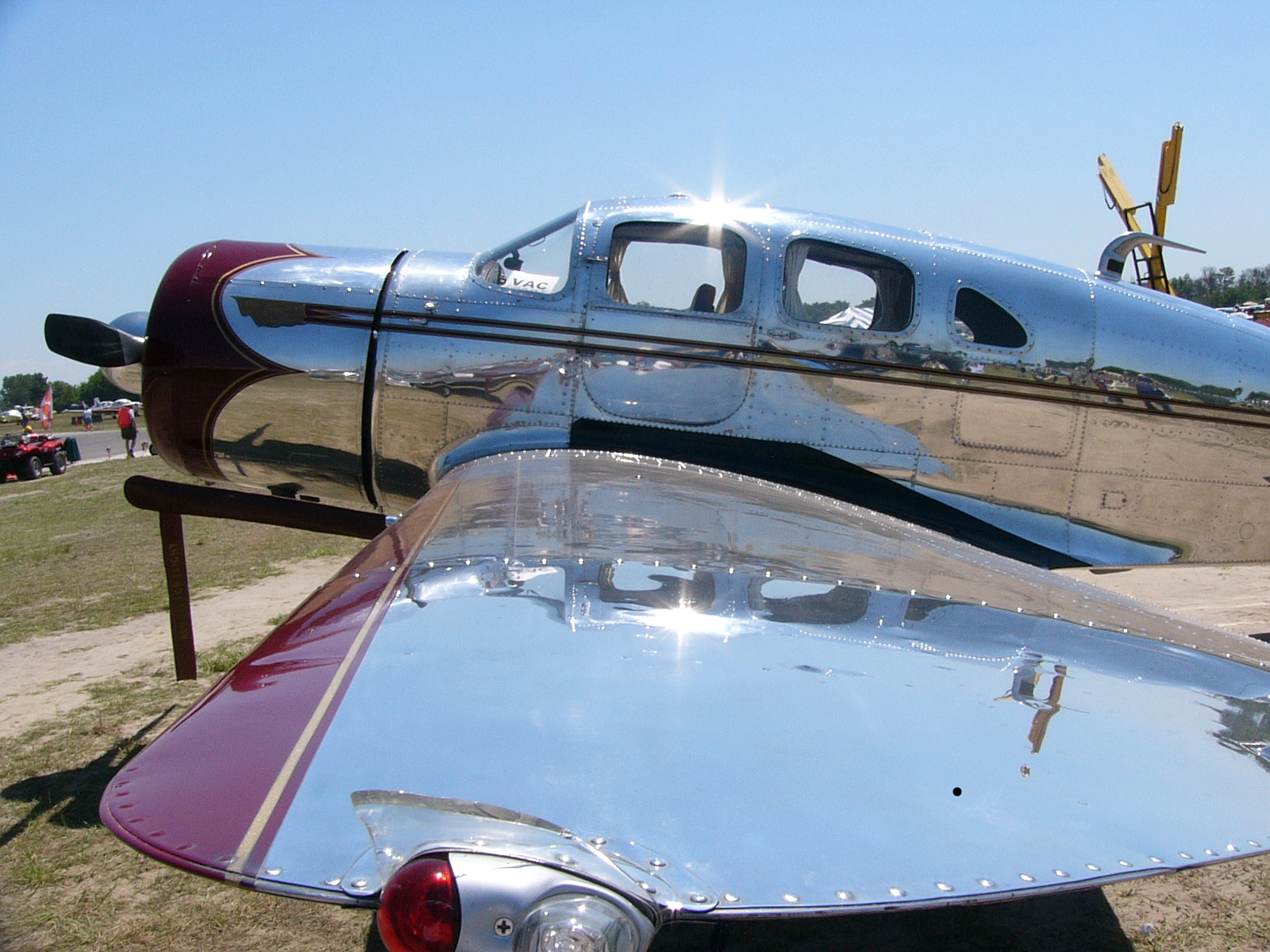
Spartan Executive en el festival aéreo Sun 'n Fun, Florida 2006.

El Spartan Executive fue una idea de William G. Skelly, fundador de la compañía petrolera Skelly Oil, que deseaba un avión rápido y cómodo acorde con sus gustos y con los de sus ricos colegas empresarios del petróleo. Diseñado para el confort, la espaciosa cabina del 7W permitía que sus asientos reclinables dejaran un espacio de 46 cm entre ellos. Los asientos disponían también de reposabrazos, ceniceros y una tapicería compuesta por mullidos cojines. El interior iba equipado también con luz para los pasajeros, calefacción, ventiladores de aire fresco, sistema de insonorización, grandes ventanas y un acceso al compartimiento de equipaje. El interior podía ser configurado para cuatro o cinco pasajeros.
La décima célula de producción fue modificada como un demostrador militar, el Spartan 7W-F, incorporando dos ametralladoras de 7,62 mm montadas en el lado de babor cerca del mamparo cortafuegos y disparando a través del arco de la hélice mediante un mecanismo de sincronización. Otra modificación fue proporcionar  un puesto de artillero en una escotilla dorsal en el techo, equipado con un parabrisas y una ametralladora. También se realizó una provisión para instalar soportes subalares para bombas.
El experimento militar duró poco y el avión fue revertido al modelo estándar y vendido a la aviadora Arlene Davis, que inscribió el Executive (NC17605) en el Trofeo Bendix de 1939. Davis fue la primera mujer en completar la carrera en solitario, y llevó al avión de altas prestaciones a la quinta plaza.
Incluyendo los prototipos 7X, se construyeron 36 7W Executive antes de que la producción cesase en 1940. Continuando al modificado Spartan Executive demostrador militar, se desarrolló una versión militar biplaza del 7W Executive, llamada Spartan 8W Zeus. El avión presentaba una cubierta de invernadero cubriendo la cabina y estaba propulsado por un más potente motor Pratt & Whitney Wasp de 447 kW (600 hp). Se produjeron cuatro o cinco ejemplares, pero sin el interés oficial, el proyecto no prosperó.
En 1942, un total de 16 7W Executive fueron requisados para el servicio militar con el Cuerpo Aéreo del Ejército de los Estados Unidos. Los 7W sirvieron como transportes ejecutivos de los mandos militares como UC-71.
Un esfuerzo de posguerra para reavivar el interés en la serie Executive, bajo la renovada designación Spartan 12-W, fracasó en captar interesados. Solo fue completado un Model 12, y actualmente es parte de la colección del Tulsa Air and Space Museum & Planetarium.
En agosto de 2018, todavía había 17 Model 7W en el registro de la Administración Federal de Aviación en los Estados Unidos.

### Propietarios destacados
Es importante destacar que, pese a la gran popularidad del 7W Executive, tan solo se construyeron 34 ejemplares. Además de su diseñador, también fueron propietarios del Spartan Executive el millonario aviador y diseñador aeronáutico Howard Hughes, el rico industrial J. Paul Getty (presidente de la  Spartan Aircraft Company) y el rey Gazi I de Irak. El Spartan Executive del rey Gazi fue bautizado como "Eagle of Iraq" (Águila de Irak), decorado con su escudo de armas personal y un interior aún más lujoso que el de serie.

## Variantes

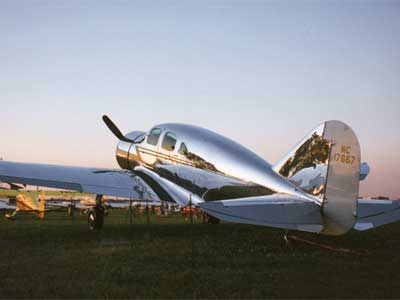
Spartan Executive.

Spartan 7X Executive
Primer prototipo (también conocido como Standard Seven), equipado con un motor radial Jacobs L-5 de 213 kW (285 hp). Construido solo un ejemplar (identificable por su muy pequeño empenaje de cola).
Spartan 7W-P Executive
Segundo prototipo, indistinguible del 7W. Construido solo un ejemplar que fue exportado a China en 1937.
Spartan 7W Executive
Versión estándar, equipado con un motor radial Pratt & Whitney Wasp SB de 298 kW (400 hp). 34 unidades construidas.
Spartan 7W-F
Versión de dos asientos y armada con dos ametralladoras fijas delanteras y una ametralladora móvil montada en el asiento trasero. También estaba equipado con soportes alares con capacidad para 10 bombas de 11,34 kg. Solo se construyó un ejemplar, que posteriormente fue reconvertido a la versión estándar del 7W Executive.
Spartan UC-71-SP
Spartan 7W Executive encargados por el Cuerpo Aéreo del Ejército de los Estados Unidos.
Spartan 8W Zeus
Versión caza de dos asientos.
Spartan 12W Executive
Modelo de posguerra con tren de aterrizaje en triciclo.

## Operadores
Canadá

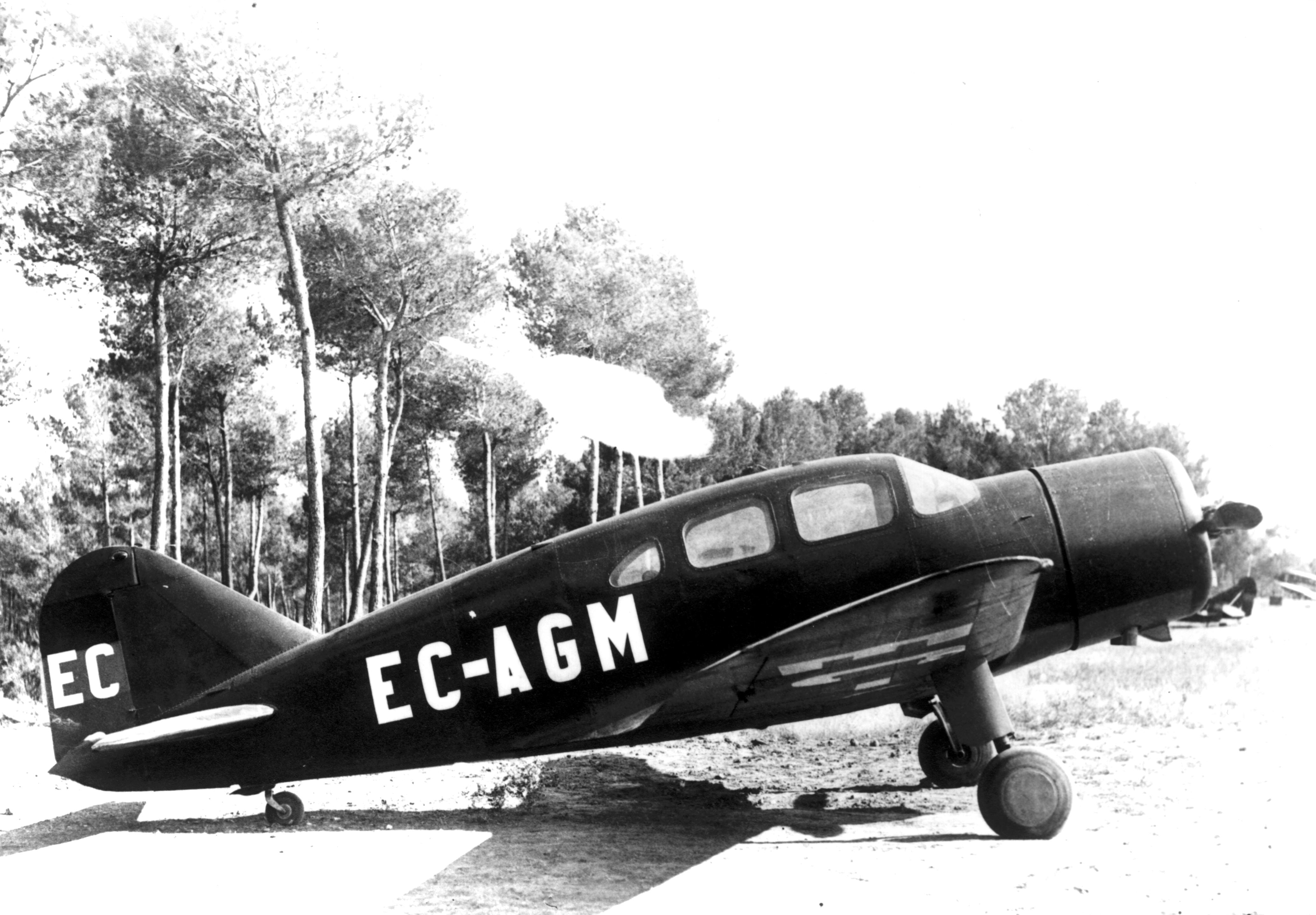
Spartan 7W Executive, utilizado por la aerolínea española LAPE.

- Real Fuerza Aérea Canadiense: tres ejemplares con base en Montreal, antiguos ejemplares de la Real Fuerza Aérea utilizados en California.[10]

 República de China
- Fuerza Aérea Nacionalista China: el segundo prototipo fue exportado a China con el número de serie 1309. Fue gravemente dañado por los japoneses, que lo exhibieron junto a otros aparatos chinos capturados.[10]

 República Española
- Fuerzas Aéreas de la República Española/Aviación Nacional: como mínimo, tres Spartan Executive fueron recibidos por LAPE (Líneas Aéreas Postales Españolas) para ser usados como aerotaxis. Al inicio de la guerra civil española fueron requisados por el Gobierno de la República e integrados en las Fuerzas Aéreas de la República Española, ejerciendo funciones de reconocimiento, enlace y transporte de personalidades. Otros ejemplares fueron comprados por el Gobierno republicano a través de México, pero no salieron de los puertos de expedición.[10]

 España
- Ejército del Aire

 Estados Unidos
- Cuerpo Aéreo del Ejército de los Estados Unidos/Fuerzas Aéreas del Ejército de los Estados Unidos: 16 Executive fueron comprados a sus propietarios civiles para ser usados como transportes de pasajeros con la designación militar UC-71. Todos los aviones, excepto dos, sobrevivieron a la guerra y en su mayoría fueron recomprados por sus antiguos propietarios.[10][11]

 Reino Unido
- Real Fuerza Aérea: un ejemplar matriculado como AX666, originalmente construido para el rey Gazi I de Irak. Fue finalmente utilizado por el No. 1 Photographic Reconnaissance Unit de la RAF. Tres ejemplares con los números de serie KD100, KD101 y KD102 fueron usados en California en vuelos de entrenamiento.[10][11]

## Especificaciones

### Características generales
- Tripulación: Uno (piloto)
- Capacidad: 3 o 4 pasajeros
- Longitud: 8,2 m (26,8 ft)
- Envergadura: 11,9 m (39 ft)
- Altura: 2,4 m (8 ft)
- Superficie alar: 23,2 m² (250,1 ft²)
- Peso vacío: 1545 kg (3405,2 lb)
- Planta motriz: 1× motor radial de nueve cilindros refrigerado por aire Pratt & Whitney R-985-AN3.
  - Potencia: 336 kW (463 HP; 457 CV) a 6400 m

### Rendimiento
- Velocidad máxima operativa (Vno): 441 km/h (274 MPH; 238 kt)
- Velocidad crucero (Vc): 346 km/h (215 MPH; 187 kt)
- Radio de acción: 1610 m (5282 ft)
- Techo de vuelo: 7350 m (24 114 ft)
- Régimen de ascenso: 5,5 m/s (1083 ft/min)
- Potencia/peso: 336 kW/kg

## Aeronaves relacionadas

### Desarrollos relacionados
- Spartan 8W Zeus
- Spartan 12W Executive

### Aeronaves similares
- Junkers Ju 60
- Beechcraft 17
- Clark 46 Duramold (Fairchild Model 46)
- Fairchild Model 45
- Harlow PJC-2
- Howard DGA-11
- Howard DGA-15
- Lockheed Model 9 Orion
- Northrop Delta
- Airspeed Courier

### Secuencias de designación
- Secuencia Alfanumérica (interna de Spartan): ← C3 - C4 - C5 - 7W Executive - 8W Zeus - 12W Executive - NP
- Secuencia C-_ (Aviones de Carga del USAAC/USAAF/USAF, 1924-1962): ← C-68 - C-69 - C-70/A/B/C/D - C-71 - C-72 - C-73 - C-74 →
- Secuencia Numérica (Aeronaves del Ejército del Aire español, 1939-1945): ← 30 (IX) - 30 (X) - 30 (XI) - 30 (XII) - 30 (XIII) - 30 (XIV) - 30 (XV) →
- Secuencia L._ (Aeronaves Utilitarias del Ejército del Aire español, 1945-1954): ← L.3 - L.4 - L.5 - L.6 (I) - L.6 (II) - L.7 - L.8 →